# Campionato olandese di football americano
Il campionato olandese di football americano è una competizione che riunisce l'élite dei club olandesi di football americano dal 1985. L'organizzatore del campionato e delle squadre nazionali è la Federazione olandese di Football Americano (AFBN).
Questa competizione si disputa con una stagione regolare con girone all'italiana, seguita dai play-off con una finale soprannominata Tulip Bowl.

## Formato
Il campionato attuale è diviso in tre categorie: la Eredivisie, la Eerste Divisie e (senza continuità nel tempo) la Tweede Divisie. Esiste anche un campionato femminile denominato Queen's Football League, autonomo dalla AFBN.
Il gioco si svolge con le regole della AFBN che si basano sul regolamento della NCAA.
Per tre anni è esistito un campionato rivale chiamato American Football League Nederland (AFLN).

## Stagione 2020
| Eredivisie - 010 Trojans - Amsterdam Crusaders - Arnhem Falcons - Flevo Phantoms - Groningen Giants - Hilversum Hurricanes - Lelystad Commanders - Utrecht Dominators |  | Eerste Divisie - Amsterdam Panthers - Den Haag Raiders '99 - Eindhoven Krakens - Lightning Leiden - Maastricht Wildcats |  | Tweede Divisie - Enschede Broncos - Nijmegen Pirates/ Alphen Eagles - West Frisian Outlawz |

## Finali

### Eredivisie
| Data             | Tulip Bowl        | Vincitore            | Punteggio  | Finalista            |
| ---------------- | ----------------- | -------------------- | ---------- | -------------------- |
| 1985             | Tulip Bowl I      | Amsterdam Rams       | 36-14      | Amsterdam Crusaders  |
| 1986             | Tulip Bowl II     | Den Haag Raiders     | 32-13      | Amsterdam Rams       |
| 1987             | Tulip Bowl III    | Amsterdam Crusaders  | 47-13      | Den Haag Raiders     |
| 1988             | Tulip Bowl IV     | Amsterdam Crusaders  | 20-17      | Amsterdam Rams       |
| 1989             | Tulip Bowl V      | Amsterdam Crusaders  | 36-0       | Amsterdam Rams       |
| 1990             | Tulip Bowl VI     | Amsterdam Crusaders  | 28-22      | Den Haag Raiders     |
| 1991             | Tulip Bowl VII    | Amsterdam Crusaders  | 22-11      | Den Haag Raiders     |
| 1992             | Tulip Bowl VIII   | Den Haag Raiders     | 42-13      | Utrecht Vikings      |
| 1993             | Tulip Bowl IX     | Amsterdam Crusaders  | 15-14      | Den Haag Raiders     |
| 1994             | Tulip Bowl X      | Den Haag Raiders     | 20-6       | Tilburg Steelers     |
| 1995             | Tulip Bowl XI     | Tilburg Steelers     | 26-6       | Rotterdam Trojans    |
| 1996             | Tulip Bowl XII    | Rotterdam Trojans    | 4-0        | Amsterdam Crusaders  |
| 1997             | Tulip Bowl XIII   | Rotterdam Trojans    | 17-10      | Amsterdam Crusaders  |
| 1998             | Tulip Bowl XIV    | Amsterdam Crusaders  | 20-11      | Hilversum Hurricanes |
| 1999             | Tulip Bowl XV     | Amsterdam Crusaders  | 36-0       | Hilversum Hurricanes |
| 2000             | Tulip Bowl XVI    | Hilversum Hurricanes | 24-0       | Amsterdam Crusaders  |
| 2001             | Tulip Bowl XVII   | Hilversum Hurricanes | 7-6        | Limburg Wildcats     |
| 2002             | Tulip Bowl XVIII  | Amsterdam Crusaders  | 7-0        | Rotterdam Trojans    |
| 2003             | Tulip Bowl XIX    | Amsterdam Crusaders  | 6-2        | Hilversum Hurricanes |
| 2004             | Tulip Bowl XX     | Amsterdam Crusaders  | 22-6       | Hilversum Hurricanes |
| 2005             | Tulip Bowl XXI    | Amsterdam Crusaders  | 18-6       | Hilversum Hurricanes |
| 2006             | Tulip Bowl XXII   | Amsterdam Crusaders  | 27-20 o.t. | Delft Dragons        |
| 2007             | Tulip Bowl XXIII  | Maastricht Wildcats  | 25-16      | Amsterdam Crusaders  |
| 2008             | Tulip Bowl XXIV   | Amsterdam Crusaders  | 28-8       | Maastricht Wildcats  |
| 2009             | Tulip Bowl XXV    | Amsterdam Crusaders  | 33-7       | Lightning Leiden     |
| 2010             | Tulip Bowl XXVI   | Amsterdam Crusaders  | 28-22      | Maastricht Wildcats  |
| 2011             | Tulip Bowl XXVII  | Maastricht Wildcats  | 16-14      | Alphen Eagles        |
| 2012             | Tulip Bowl XXVIII | Alphen Eagles        | 34-3       | Amsterdam Crusaders  |
| 2013             | Tulip Bowl XXIX   | Alphen Eagles        | 23-12      | Amsterdam Crusaders  |
| 2014             | Tulip Bowl XXX    | Alphen Eagles        | 14-12      | Amsterdam Crusaders  |
| 2015             | Tulip Bowl XXXI   | Amsterdam Crusaders  | 21-6       | Alphen Eagles        |
| 2016             | Tulip Bowl XXXII  | Amsterdam Crusaders  | 40-6       | 010 Trojans          |
| 2017 (1º luglio) | Tulip Bowl XXXIII | Amsterdam Crusaders  | 33-13      | 010 Trojans          |
| 2018 (8 luglio)  | Tulip Bowl XXXIV  | Hilversum Hurricanes | 24-13      | Lelystad Commanders  |
| 2019 (7 luglio)  | Tulip Bowl XXXV   | Amsterdam Crusaders  | 37-7       | Lelystad Commanders  |
| 2020             | Tulip Bowl XXXVI  | TBD                  |            | TBD                  |

### Queen's Football League
| Data | NM-Finale             | Vincitore                       | Punteggio | Finalista        |
| ---- | --------------------- | ------------------------------- | --------- | ---------------- |
| 2017 | Queen's Bowl I        | Amsterdam Cats                  | 42-13     | Rotterdam Ravens |
| 2018 | Non disputata         |                                 |           |                  |
| 2019 | Queen's Bowl III      | Mönchengladbach Wolfpack Ladies | 18-0      | Amsterdam Cats   |
| 2020 | Campionato interrotto |                                 |           |                  |
| 2021 | Queen's Bowl V        | Amsterdam Cats                  | 19-6      | Rotterdam Ravens |

### Secondo livello
| Data             | Finale                 | Vincitore               | Punteggio              | Finalista              |
| ---------------- | ---------------------- | ----------------------- | ---------------------- | ---------------------- |
| 1986             |                        | Enschede Warriors       | ?-?                    | Zaandam Giants         |
| 1987             |                        | ?                       | ?-?                    | ?                      |
| 1988             |                        | Rotterdam Trojans       | ?-?                    | ?                      |
| 1989             |                        | ?                       | ?-?                    | ?                      |
| 1990             |                        | ?                       | ?-?                    | ?                      |
| 1991             |                        | Tilburg Steelers        | ?-?                    | Groningen Tigers       |
| 1992             |                        | ?                       | ?-?                    | ?                      |
| 1993             |                        | Zaandam Giants          | 26-20                  | Tilburg Steelers       |
| 1994             |                        | Hoorn Unicorns          | ?-?                    | Arnhem Falcons         |
| 1995             |                        | ?                       | ?-?                    | ?                      |
| 1996             |                        | Amsterdam Crusaders II  | ?-?                    | Arnhem Falcons         |
| 1997             |                        | Arnhem Falcons          | ?-?                    | Hoorn Unicorns         |
| 1998             |                        | ?                       | ?-?                    | ?                      |
| 1999             |                        | ?                       | ?-?                    | ?                      |
| 2000             |                        | ?                       | ?-?                    | ?                      |
| 2001             | Runners-Up Bowl I      | ?                       | ?-?                    | Tilburg Steelers       |
| 2002             | Runners-Up Bowl II     | ?                       | ?-?                    | Amsterdam Panthers     |
| 2003             | Runners-Up Bowl III    | Den Haag Raiders '99    | 9-7                    | Hoorn Unicorns         |
| 2004             | Runners-Up Bowl IV     | Delft Dragons           | ?-?                    | Amsterdam Panthers     |
| 2005             | Runners-Up Bowl V      | Maastricht Wildcats     | 20-13                  | Eindhoven Raptors      |
| 2006             | Runners-Up Bowl VI     | Alphen Eagles           | ?-?                    | ?                      |
| 2007             | Runners-Up Bowl VII    | Amsterdam Panthers      | 11-0                   | Den Haag Raiders '99   |
| 2008             | Runners-Up Bowl VIII   | Amsterdam Panthers      | 12-6                   | Utrecht Dominators     |
| 2009             | Runners-Up Bowl IX     | ?                       | ?-?                    | ?                      |
| 2010             | Runners-Up Bowl X      | Amersfoort Untouchables | 12-10                  | Arnhem Falcons         |
| 2011             | Runners-Up Bowl XI     | Arnhem Falcons          | 21-0                   | Nijmegen Pirates       |
| 2012             | Runners-Up Bowl XII    | Nijmegen Pirates        | 26-20                  | Den Haag Raiders '99   |
| 2013             | Runners-Up Bowl XIII   | ?                       | ?-?                    | ?                      |
| 2014             | Runners-Up Bowl XIV    | Lelystad Commanders     | 40-13                  | Groningen Giants       |
| 2015             | Runners-Up Bowl XV     | Groningen Giants        | 34-0                   | Enschede Broncos       |
| 2016             | Runners-Up Bowl XVI    | Spijkenisse Scouts      | ?-?                    | Nijmegen Pirates       |
| 2017 (1º luglio) | Runners-Up Bowl XVII   | Lelystad Commanders     | 27-10                  | Den Haag Raiders '99   |
| 2018 (7 luglio)  | Runners-Up Bowl XVIII  | Amsterdam Crusaders II  | 17-14                  | Den Haag Raiders '99   |
| 2019 (6 luglio)  | Runners-Up Bowl XIX    | 010 Trojans             | 15-3                   | Amsterdam Panthers     |
| 2020             | Stagione non disputata | Stagione non disputata  | Stagione non disputata | Stagione non disputata |
| 2021-22          | Runners-Up Bowl XX     | TBD                     |                        | TBD                    |

### Terzo livello
| Data | Finale | Vincitore            | Punteggio | Finalista               |
| ---- | ------ | -------------------- | --------- | ----------------------- |
| 1990 |        | Tilburg Steelers     | 22-6      | Zwijndrecht Razorbacks  |
| 2001 |        | Groningen Giants     | ?-?       | Amsterdam Panthers      |
| 2002 |        | Den Haag Raiders '99 | 41-0      | Alkmaar Aces            |
| 2003 |        | Eindhoven Raptors    | ?-?       | ?                       |
| 2004 |        | Maastricht Wildcats  | 42-0      | Hilversum Hurricanes II |
| 2005 |        | Alphen Eagles        | ?-?       | ?                       |
| 2006 |        | ?                    | ?-?       | ?                       |
| 2007 |        | ?                    | ?-?       | ?                       |
| 2008 |        | ?                    | ?-?       | ?                       |
| 2009 |        | ?                    | ?-?       | ?                       |
| 2010 |        | ?                    | ?-?       | ?                       |
| 2011 |        | ?                    | ?-?       | ?                       |
| 2012 |        | ?                    | ?-?       | ?                       |
| 2013 |        | 010 Trojans          | ?-?       | Enschede Broncos        |
| 2020 |        | TBD                  |           | TBD                     |

### American Football League Nederland
| Data | Finale           | Vincitore         | Punteggio | Finalista               |
| ---- | ---------------- | ----------------- | --------- | ----------------------- |
| 1998 | Holland Bowl I   | Rotterdam Trojans | 22-14     | Zoetermeer Black Angels |
| 1999 | Holland Bowl II  | Rotterdam Trojans | 39-34     | Zoetermeer Black Angels |
| 2000 | Holland Bowl III | Limburg Wildcats  | 60-20     | Rotterdam Trojans       |

## Squadre per numero di campionati vinti
Le tabelle seguenti mostrano le squadre ordinate per numero di campionati vinti nelle diverse leghe.

### Eredivisie
|    | Squadra              | Anni |
| -- | -------------------- | --- |
| 20 | Amsterdam Crusaders  | 1987, 1988, 1989, 1990, 1991, 1993, 1998, 1999, 2002, 2003, 2004, 2005, 2006, 2008, 2009, 2010, 2015, 2016, 2017, 2019 |
| 3  | Hilversum Hurricanes | 2000, 2001, 2018 |
| 3  | Alphen Eagles        | 2012, 2013, 2014 |
| 3  | Den Haag Raiders     | 1986, 1992, 1994 |
| 2  | Maastricht Wildcats  | 2007, 2011 |
| 2  | Rotterdam Trojans    | 1996, 1997 |
| 1  | Tilburg Steelers     | 1995 |
| 1  | Amsterdam Rams       | 1985 |

### Eerste Divisie
Dati incompleti.
|   | Squadra                 | Anni       |
| - | ----------------------- | ---------- |
| 2 | 010 Trojans             | 1988, 2019 |
| 2 | Amsterdam Crusaders     | 1996, 2018 |
| 1 | Lelystad Commanders     | 2014, 2017 |
| 2 | Arnhem Falcons          | 1997, 2011 |
| 2 | Amsterdam Panthers      | 2007, 2008 |
| 1 | Spijkenisse Scouts      | 2016       |
| 1 | Groningen Giants        | 2015       |
| 1 | Nijmegen Pirates        | 2012       |
| 1 | Amersfoort Untouchables | 2010       |
| 1 | Alphen Eagles           | 2006       |
| 1 | Maastricht Wildcats     | 2005       |
| 1 | Delft Dragons           | 2004       |
| 1 | Den Haag Raiders '99    | 2003       |
| 1 | Hoorn Unicorns          | 1994       |
| 1 | Zaandam Giants          | 1993       |
| 1 | Tilburg Steelers        | 1991       |
| 1 | Enschede Warriors       | 1986       |

### Tweede Divisie
|   | Squadra              | Anni |
| - | -------------------- | ---- |
| 1 | 010 Trojans          | 2013 |
| 1 | Alphen Eagles        | 2005 |
| 1 | Maastricht Wildcats  | 2004 |
| 1 | Eindhoven Raptors    | 2003 |
| 1 | Den Haag Raiders '99 | 2002 |
| 1 | Groningen Giants     | 2001 |
| 1 | Tilburg Steelers     | 1990 |